# AB4ü Bay 97
Der AB4ü Bay 97 war ein Drehgestell-Durchgangswagen mit Seitengang, der im Verzeichnis von 1913 unter der Blatt-Nr. 75 aufgeführt wurde (im Verzeichnis von 1897 mit Nr. 60). Er war für die K.Bay.Sts.B. zum Einsatz im inländischen Schnellzugverkehr gebaut worden. Der Wagen hatte zwei Abteile der 1. Klasse und 4½ Abteile der 2. Klasse.

## Konstruktive Merkmale

### Untergestell
Der Grundrahmen des mit dem Wagenkasten verbundenen Untergestells war komplett aus Holz aufgebaut, welches teilweise – z. B. für die äußeren Längsträger – mit aufgeschraubten Winkeleisen verstärkt wurde. Für die Querträger wurden ebenfalls hölzerne Profile verwendet. Man versprach sich durch diese Bauweise für hochwertige Wagen einen ruhigeren Lauf. Die hölzernen Querträger zur Aufnahme der Drehschemelpfannen wurden ebenfalls mit Winkeleisen armiert. Zur Unterstützung der äußeren Längsträger wurde wegen des großen Radstandes auf beiden Seiten ein Sprengwerk mit nachstellbaren Zugstangen angebaut. Die Pufferbohlen waren komplett aus Walzprofilen aufgebaut. Als Zugeinrichtung hatten die Wagen Schraubenkupplungen mit Sicherheitshaken nach VDEV, die Zugstange war durchgehend und mittig gefedert. Als Stoßeinrichtung besaßen die Wagen Stangenpuffer mit einer Einbaulänge von 650 mm, die Pufferteller hatten einen Durchmesser von 370 mm.

### Laufwerk
Die Wagen hatten Drehgestelle bayerischer Bauart mit kurzem Radstand von 2.500 mm. Die Rahmen der Drehgestelle waren aus Blechen und Winkeln zusammengenietet. Gelagert waren die Achsen in Gleitlagern. Die Räder hatten Speichenradkörper und einen Raddurchmesser von 1014 mm.
Bremse: Handbremse im geschlossenen Übergang an einem Wagenende. Die Wagen waren sowohl mit Druckluftbremsen des Typs Westinghouse als auch mit Saugluftbremsen des Typs Hardy ausgestattet.

### Wagenkasten
Das Wagenkastengerippe bestand aus einem hölzernen Ständerwerk. Es war außen mit Blech und innen mit Holz verkleidet. Die Seitenwände waren glatt und bis zur Oberkante der äußeren Längsträger heruntergezogen. Die Wagen besaßen ein flach gewölbtes Dach mit Oberlichtaufbau.
Der Innenraum hatte insgesamt sechseinhalb Abteile mit gepolsterten Sitzen. Die Abteile waren mit Schiebetüren zum Seitengang hin abgeschlossen. Die Sitzplätze der 1. Klasse konnten in Schlaflager umgewandelt werden. An beiden Wagenenden befanden sich die mit einer Waschgelegenheit kombinierten Toiletten. Die Abteilbreite betrug bei der 1. Klasse 2.080 mm und bei der 2. Klasse 1.960 mm. Die Breite der Vorräume an den Einstiegen betrug nur je 850 mm.
Zur Beheizung verfügten die Wagen über eine Dampfheizung.
Die Belüftung erfolgte über Dachlüfter im Oberlichtaufbau bzw. über die versenkbaren Fenster.
Die Beleuchtung erfolgte durch Gaslampen. Ein großer Vorratsbehälter hing in Wagenlängsrichtung am Rahmen. Ab den 1930er Jahren erfolgte eine Umrüstung auf elektrische Beleuchtung.

## Bemerkung
1930 wurde ein Wagen umgebaut. Dabei erfolgten Änderungen der Toiletteneinrichtungen und die Seitenwände der Abteilseiten wurden erneuert. Die bisherigen Doppelfenster je Abteil wurden durch große Einfachfenster ersetzt.

## Skizzen, Musterblätter, Fotos

Ansicht zu Blatt 60 aus dem WV von 1897
Zeichnung zum Wagen nach Blatt 75 aus dem WV von 1913

## Wagennummern
|                   | Herstelldaten | Herstelldaten | Herstelldaten | Wagennummern je Epoche (mit Direktionsangabe) Gattungszeichen | Wagennummern je Epoche (mit Direktionsangabe) Gattungszeichen | Wagennummern je Epoche (mit Direktionsangabe) Gattungszeichen | Wagennummern je Epoche (mit Direktionsangabe) Gattungszeichen | Wagennummern je Epoche (mit Direktionsangabe) Gattungszeichen | Wagennummern je Epoche (mit Direktionsangabe) Gattungszeichen | Zusatzinfos     | Zusatzinfos    | Zusatzinfos    | Zusatzinfos |
| Blatt Nr. WV 1913 | Bau- jahr     | Her- steller  | Anz.          | ab 1909 (1907)                                                | Abg. Reparat.                                                 | DR (ab 1923)                                                  | DRG (ab 1930)                                                 | DRG (nach Umbau)                                              | Ausge- mustert                                                | Bremsen         | Signal- halter | Signal- halter | Bemerkung   |
|                   |               |               |               | ABBü                                                          |                                                               | AB4ü Bay 97                                                   | AB4ü Bay 97                                                   | AB4ü Bay 97/30                                                |                                                               | (siehe Legende) |                |                |             |
| ----------------- | ------------- | ------------- | ------------- | ------------------------------------------------------------- | ------------------------------------------------------------- | ------------------------------------------------------------- | ------------------------------------------------------------- | ------------------------------------------------------------- | ------------------------------------------------------------- | --------------- | -------------- | -------------- | ----------- |
| 75                | 1897          | MAN           | 5             | 1230                                                          |                                                               | 21 033 Mü                                                     | 13 007 Nür                                                    |                                                               | 05/1936                                                       | Pl;Wsbr;        |                |                |             |
| 75                | 1897          | MAN           | 5             | 1231                                                          |                                                               | 21 034 Mü                                                     | 13 008 Au                                                     |                                                               | xx/194x                                                       | Pl;Wsbr;        | Altschadwagen  |                |             |
| 75                | 1897          | MAN           | 5             | 1232                                                          |                                                               | 21 035 Mü                                                     | 13 009 Wür                                                    |                                                               | 1945?                                                         | Pl;Wsbr;        |                |                |             |
| 75                | 1897          | MAN           | 5             | 1233                                                          |                                                               | 21 001 Reg                                                    | 13 010 Reg                                                    | 13 010 Reg                                                    | xx/1930                                                       | Pl;Wsbr;        |                |                |             |
| 75                | 1897          | MAN           | 5             | 1234                                                          |                                                               | 21 036 Mü                                                     | 13 011 Mü                                                     |                                                               | xx/193x                                                       | Pl;Wsbr;        |                |                |             |